# Hideaki Matsuura
Hideaki Matsuura (født 25. juni 1981) er en tidligere japansk fodboldspiller.
Han har spillet for flere forskellige klubber i sin karriere, herunder Ventforet Kofu.